# Tales de Azevedo
Tales de Azevedo (Salvador, 26 de agosto de 1904 — Salvador, 5 de agosto de 1995) foi um médico, antropólogo, historiador, jornalista, professor e escritor brasileiro, vencedor do Prêmio Machado de Assis, lente nas universidades Federal da Bahia e de Colúmbia, além de articulista na imprensa.
Originalmente laborando exclusivamente na clínica médica e magistério, Azevedo passou a dedicar-se às ciências sociais, onde alcançou notoriedade em estudos que abordavam o preconceito, miscigenação e ascensão social.
Sobre seus estudos comportamentais do cotidiano o professor universitário novaiorquino John Collig afirmou, em 2015, "Eu o vejo à frente do seu tempo. Um etnógrafo, com formação em medicina, que se interessou nas formas sentimentais, da vida, do afeto, do corpo, do desejo, da movimentação em praças públicas, de uma forma que só agora estamos retomando esses discursos".

## Biografia
Tales Olímpio Góes de Azevedo era filho de Ormindo Azevedo e Laurinda Góes de Azevedo; Seu pai era farmacêutico, e dono de uma tradicional farmácia na Praça da Piedade, e sua mãe professora; o casal teve cinco filhos dos quais Tales foi o primogênito.
Fez sua formação elementar no jesuíta Colégio Antônio Vieira, onde integrou a turma de alunos capitaneada pelo padre Luiz Soares Cabral que se compunha de nomes como Anísio Teixeira e outros que se celebrizaram na Bahia; após a conclusão do secundário vai trabalhar na firma de um padrinho, ali ficando de 1919 até 1922 quando, por influência de Frederico Edelweiss, resolve prosseguir os estudos, ingressando naquele ano na faculdade de medicina.

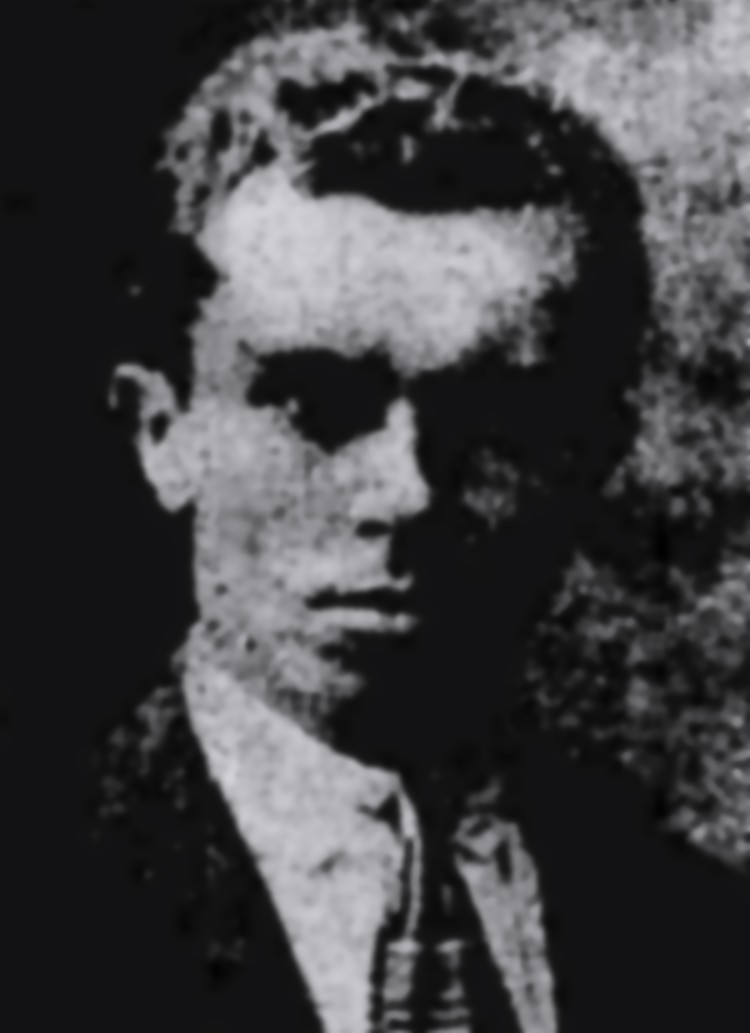
Em 1926, ainda estudante e já escritor.

Ainda quando estudante passa a colaborar na imprensa do estado, em publicações da capital e também em Ilhéus, e em publicações católicas; trabalha como revisor no Diário Oficial da Bahia e aprende o trabalho tipográfico; em 1925 passa a trabalhar no Diário da Bahia e depois muda-se para A Tarde onde é incentivado por seu proprietário, Ernesto Simões Filho, atividade que lhe permite ampliar o círculo de amizades e influências.
Formando-se em 1927, trabalha na clínica até o final da década de 1930 quando em 1940 tem o interesse despertado, sob influência de Josué de Castro, para a medicina social quando realiza no Rio de Janeiro um curso sobre alimentação e nutrição.
As ciências sociais então passam a ocupar-lhe o centro das atenções, o que é reforçado com seu ingresso no quadro de docentes da recém criada Faculdade de Filosofia, Ciências e Letras da atual UFBa em 1943; em 1949, sendo Anísio Teixeira secretário estadual da educação, foi por este convidado a realizar pesquisas junto à Universidade de Colúmbia; mais tarde, pela Unesco, realizou estudos de relações raciais no Brasil, produzindo então seu estudo de maior reconhecimento na área — As elites de cor: um estudo de ascensão social, que foi publicado inicialmente em Paris em 1953.
Aposentou-se do magistério em 1967; em 1971 leciona na Universidade de Colúmbia; nesta época seu interesse antropológico se concentra em aspectos de aparência menor no comportamento. Em 1975, com a reformulação de A Tarde, Simões Filho o coloca como um dos seis colaboradores permanentes do jornal, no qual Azevedo escreveu ao longo de seis décadas, até o ano de sua morte.
Foi casado com Mariá Freitas David, com quem teve oito filhos. Membro de várias instituições, presidiu a Academia de Letras e o Instituto Geográfico e Histórico da Bahia, e foi presidente de honra da Associação Brasileira de Antropologia.

## Homenagens e reconhecimento
Em novembro de 2015, por iniciativa da Academia de Letras da Bahia (ALB), foi realizado um seminário chamado "Relendo Thales de Azevedo", tendo por organizadora a Universidade Federal da Bahia e ainda a própria ALB, a Associação Brasileira de Antropologia, o Museu de Arte da Bahia e a Secretaria de Cultura do Estado da Bahia.
A Biblioteca Pública Thales de Azevedo, batizada em sua homenagem em 1997, é uma das seis unidades estaduais que integram o sistema estadual de bibliotecas públicas.
Um dos pavilhões acadêmicos da Universidade Federal da Bahia leva seu nome: Pavilhão de Aulas Prof. Thales de Azevedo.